# Ceraeochrysa tucumana
Ceraeochrysa tucumana is een insect uit de familie van de gaasvliegen (Chrysopidae), die tot de orde netvleugeligen (Neuroptera) behoort. 
Ceraeochrysa tucumana is voor het eerst wetenschappelijk beschreven door Navás in 1919.